# Траилович, Мира

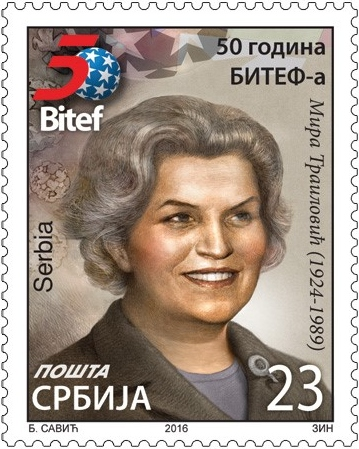
Мира Траилович на почтовой марке Сербии, посвящëнной к 50-летию со дня основания BITEF

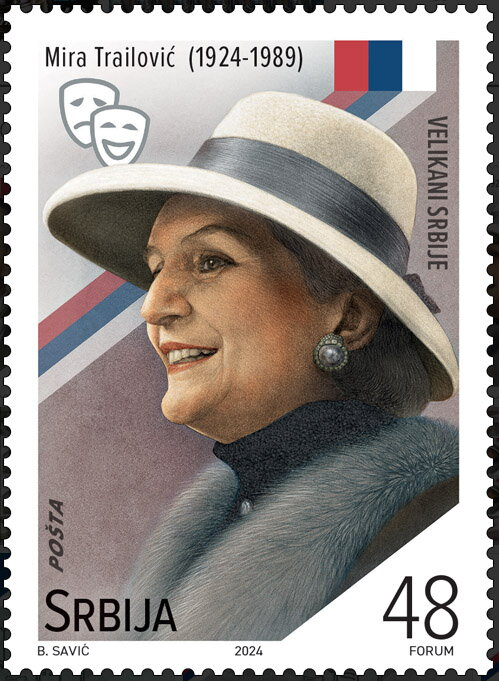
Мира Траилович на почтовой марке Сербии, посвящëнной к столетию со дня рождения

Мира Траилович (серб. Мира Траиловић; 22 января 1924, Кралево — 7 августа 1989, Белград) — сербский и югославский драматург, режиссёр, театральный деятель, одна из основателей и художественный руководитель знаменитого белградского театра «Ателье 212».

## Биография
Окончила Музыкальную академию, затем — Факультета драматического искусства в Белграде и Высшую киношколу. Позже преподавала в альма матер, профессор.
Мира Траилович в качестве театрального режиссёра поставила около 20 пьес, некоторые из которых были настоящими событиями в театральной жизни столицы Югославии, среди них, «Кто боится Вирджинии Вульф?», мюзикл «Hair», «Чудеса в Шаргане» и др. Постановкой «Фауста» Гёте 12 ноября 1956 года, вместе с Радошем Новаковичем и Бояном Ступицей в здании издательства «Борба» в Белграде, был основан театр «Ателье 212», в котором она была самым успешным и знаменитым художественным руководителем.
В 1967 году вместе с Йованом Чириловым ею был основан Белградский международный театральный фестиваль BITEF (Белградский международный театральный фестиваль).
Несколько лет жила в Париже, где работала в «Театре Наций». За создание «Театра наций» во французском городе Нанси Мира Траилович в 1985 году была награждена орденом Почётного легиона Франции.

## Память
- Большая сцена белградского театра «Ателье 212» официально называется сценой имени Миры Траилович.
- В 2005 году почта Сербии и  Черногории выпустила марку, посвящённую М. Траилович.